# Karokia
Karokia es un género de saltamontes de la subfamilia Melanoplinae, familia Acrididae, y está asignado a la tribu Podismini. Se distribuye en el estado de California, Estados Unidos, y en la zona limítrofe norte de  Baja California en México.

## Especies
Las siguientes especies pertenecen al género Karokia:
- Karokia blanci (Rehn, 1964)
- Karokia memorialis Gurney & Buxton, 1968